# Lembata
Lembata (indonez. Pulau Lembata, dawniej Lomblen, Kawula, Kawolea) – wyspa w Indonezji, największa z wysp Solor; powierzchnia 1269,7 km²; długość linii brzegowej 322,4 km. 
Wyspa o wydłużonym, nieregularnym kształcie; u północnych wybrzeży rafy koralowe. Powierzchnia górzysta (wys. do 1533 m n.p.m.), występują czynne wulkany.
Uprawa ryżu, palmy kokosowej; rybołówstwo; główna miejscowość Lewoleba.